# Lupaeus lectus
Lupaeus lectus är en spindeldjursart som beskrevs av Castro och Den Heyer 2009. Lupaeus lectus ingår i släktet Lupaeus och familjen Cunaxidae. Inga underarter finns listade i Catalogue of Life.